# Eforie Sud
Eforie Sud is de zuidelijke deel van Eforie, een badplaats aan de Zwarte Zee in Roemenië. Het andere deel van Eforie is Eforie Nord. In de zomer komen er vele toeristen naar Eforie Sud. Eforie Sud ligt in het district Constanța en is ongeveer 25 km verwijderd van districtshoofdstad Constanța. De districtshoofdstad en Eforie Sud zijn zowel met spoorweg, als met autoweg verbonden.
Koningin Elisabeth stierf op 2 maart 1916, waarna Eforie Sud gedurende de Eerste Wereldoorlog naar haar werd genoemd: Carmen Sylva.
Van noord naar zuid:
Mamaia · Eforie (Nord · Sud) · Costinești · Olimp · Neptun · Jupiter · Cap Aurora · Venus · Saturn · 2 Mai · Vama Veche